# Rada obce
Rada obce (neformálně též obecní rada) je výkonným orgánem obce zřizovaným v obcích s 15 a více zastupiteli. Rada je jedním ze způsobů realizace práva na samosprávu, oproti zastupitelstvu vykonává však působnost samostatnou i přenesenou, stanoví-li tak zákon. Primárně realizuje úkoly jí svěřené zastupitelstvem, část kompetencí je ale svěřena zákonem výhradně jí. Členové rady označovaní jako radní jsou voleni z řad zastupitelů a rada se zastupitelstvu odpovídá. V čele rady stojí starosta, dále je volen jeden či více místostarostů.
Zřízení a činnost rady obce se řídí podle zákona č. 128/2000 Sb., o obcích.
V městysech se nazývá rada městyse a ve městech včetně statutárních měst rada města. Do jejích kompetencí patří zejména zabezpečování hospodaření obce, schvalování rozpočtu, zřizování komisí a odborů obecního úřadu.
Poradním orgánem rady jsou její komise. Rada rozhoduje usnesením na svých schůzích, které ze zákona nejsou veřejné. 
V České republice má podle zákona o obcích 5–11 členů (vždy lichý počet), volí je zastupitelstvo – členy jsou starosta, místostarosta a další členové rady z řad zastupitelstva. 
V obcích, kde má zastupitelstvo méně než 15 členů, se rada obce nevolí a její funkci zastává podle § 99 odst. 2 zákona o obcích starosta, přičemž podle § 102 odst. 4 je v takovém případě zastupitelstvu obce navíc ze zákona vyhrazeno
- rozhodovat ve věcech obce jako jediného společníka obchodní společnosti
- vydávat nařízení obce,
- stanovit rozdělení pravomocí v obecním úřadu, zřizovat a rušit odbory a oddělení obecního úřadu
- stanovit celkový počet zaměstnanců obce v obecním úřadu a v organizačních složkách obce,
- stanovit pravidla pro přijímání a vyřizování petic a stížností.

## Činnost rady obce
Rada obce se schází ke svým schůzím podle potřeby a její schůze jsou neveřejné. Tato schůze je usnášeníschopná, je-li přítomna nadpoloviční většina všech jejích členů. Aby bylo rozhodnutí přijato, musí s ním souhlasit nadpoloviční většina všech členů, tedy nejen těch přítomných.
Rada připravuje návrhy pro zasedání zastupitelstva obce a zákonem o obcích je jí vyhrazeno například:
- zabezpečovat hospodaření obce podle schváleného rozpočtu
- vydávat nařízení obce
- stanovit rozdělení pravomocí v obecním úřadu, rozhodovat o počtu zaměstnanců OÚ
- kontrolovat úkoly plněné obecním úřadem
- ukládat pokuty ve věcech samostatné působnosti obce
- rozhodovat o uzavírání nájemních smluv
- stanovit pravidla pro záležitosti petic
- schvalovat účetní závěrku obce a další